# 植田一
植田 一（うえた はじめ、1913年〈大正2年〉5月9日 - 2012年〈平成24年〉4月26日）は、日本の剣道家。段位は剣道範士九段、居合道教士。

## 経歴
剣道家植田平太郎の三男として香川県に生まれ、6歳から父に剣道を学ぶ。高松高等商業学校（現・香川大学経済学部）を卒業し教員となる。
1933年（昭和8年）、第7回明治神宮体育大会剣道競技青年団優勝試合（個人）で優勝。1935年（昭和10年）、第8回明治神宮体育大会剣道競技在郷軍人軍刀術優勝試合で優勝。
1953年（昭和28年）、香川県警察に奉職。同年、第1回全日本剣道選手権大会で第4位入賞。1955年（昭和30年）、第3回全日本剣道選手権大会で準優勝。その後香川県警察本部剣道師範、同名誉師範に累進。
香川県立武道館剣道師範、中四国学生剣道連盟相談役、香川大学剣道部師範、同名誉師範、香川県剣道連盟名誉会長、全日本剣道連盟審議員、評議員、副会長、相談役を歴任。香川県剣道界の長老として後進を指導した。享年98。

## 表彰歴
- 文部大臣体育功労表彰
- 香川県知事体育功労者表彰
- 日本武道協議会武道功労者表彰
- 全日本剣道連盟剣道特別功労賞